# 贺文元
贺文元（1965年10月—），中华人民共和国政治人物、全国脱贫攻坚先进个人。

## 生平
贺文元曾任榆林市水务局党组书记、局长，现任榆林市财政局党组书记、局长。因在脱贫攻坚战中作出突出贡献，2021年2月25日全国脱贫攻坚总结表彰大会上，贺文元被授予“全国脱贫攻坚先进个人”。2021年3月，拟任榆林市政协副主席。